# Parlamentswahl in Tunesien 2009

Sitzverteilung:
Konstitutionelle Demokratische Sammlung
Bewegung Sozialistischer Demokraten
Partei der Volkseinheit
Unionistische Demokratische Union
Sozialliberale Partei
Partei der Grünen für den Fortschritt
Ettajdid

Die Parlamentswahl in Tunesien 2009 fand am 25. Oktober 2009 statt.
Bei der Wahl wurden die Mitglieder der Abgeordnetenkammer neu bestimmt. Zum gleichen Zeitpunkt fanden außerdem die Präsidentschaftswahl statt. Es waren die letzten Wahlen unter dem autokratischen Regime Ben Alis.

## Wahlablauf
Es standen 214 Parlamentssitze zur Wahl, von denen 161 auf Wahlkreisebene nach dem Mehrheitswahlverfahren und der Rest nach Verhältniswahlrecht vergeben wurden.
Formal herrschte Parteienpluralismus. Doch die bisherige Regierungspartei Konstitutionelle Demokratische Sammlung (RCD) galt schon im Vorfeld der Wahl als die dominierende politische Kraft.

### Wahlbeobachtung
Die erstmals 2004 eingerichtete Wahlbeobachtungsstelle sollte bei Streitfällen zwischen Regierung und Oppositionskandidaten vermitteln. Diese galt aber nicht als vollständig unabhängig.
Die Afrikanische Union entsandte ein Wahlbeobachter-Team nach Tunesien. Die Delegation wurde von Benjamin Bounkoulou angeführt. Dieser bezeichnete die Wahl als frei und fair. Ein Sprecher des US-Außenministeriums kritisierte, dass Tunesien keine internationale Wahlbeobachter zulasse. Zudem gab es Berichte über Einschüchterungen und Misshandlungen von Oppositionskandidaten.

### Offizielles Wahlergebnis
| Parteien                  | Parteien                                            | Anteil  | Sitze | ±  |
| ------------------------- | --------------------------------------------------- | ------- | ----- | -- |
|                           | Konstitutionelle Demokratische Sammlung (RCD)       | 84,59 % | 161   | +9 |
|                           | Bewegung Sozialistischer Demokraten (MDS)           | 4,63 %  | 16    | +2 |
|                           | Partei der Volkseinheit (PUP)                       | 3,39 %  | 12    | +1 |
|                           | Unionistische Demokratische Union (UDU)             | 2,56 %  | 9     | +2 |
|                           | Sozialliberale Partei (PSL)                         | 2,24 %  | 8     | +6 |
|                           | Partei der Grünen für den Fortschritt (PVP)         | 1,67 %  | 6     | +6 |
|                           | Ettajdid                                            | 0,50 %  | 2     | −1 |
|                           | Demokratisches Forum für Arbeit und Freiheit (FDTL) | 0,12 %  | —     | —  |
|                           | Progressive Demokratische Partei (PDP)              | 0,03 %  | —     | —  |
|                           | Unabhängige Listen                                  | 0,26 %  | —     | —  |
|                           | Gesamt                                              |         | 214   |    |
| Wahlbeteiligung = 89,40 % |                                                     |         |       |    |
| Quelle:                   |                                                     |         |       |    |

Wie von Beobachtern erwartet, gewann die Regierungspartei Konstitutionelle Demokratische Sammlung (RCD) die Wahl mit 84,59 % und stellte mit 161 von 214 mit Abstand die meisten Abgeordneten im Parlament. Auf dem zweiten Platz folgte die Bewegung Sozialistischer Demokraten (MDS) mit 4,63 %. Die Partei der Volkseinheit (PUP) wurde drittstärkste Kraft mit 3,39 %.